# Dysmachus
Dysmachus är ett släkte av tvåvingar. Dysmachus ingår i familjen rovflugor.

## Bildgalleri

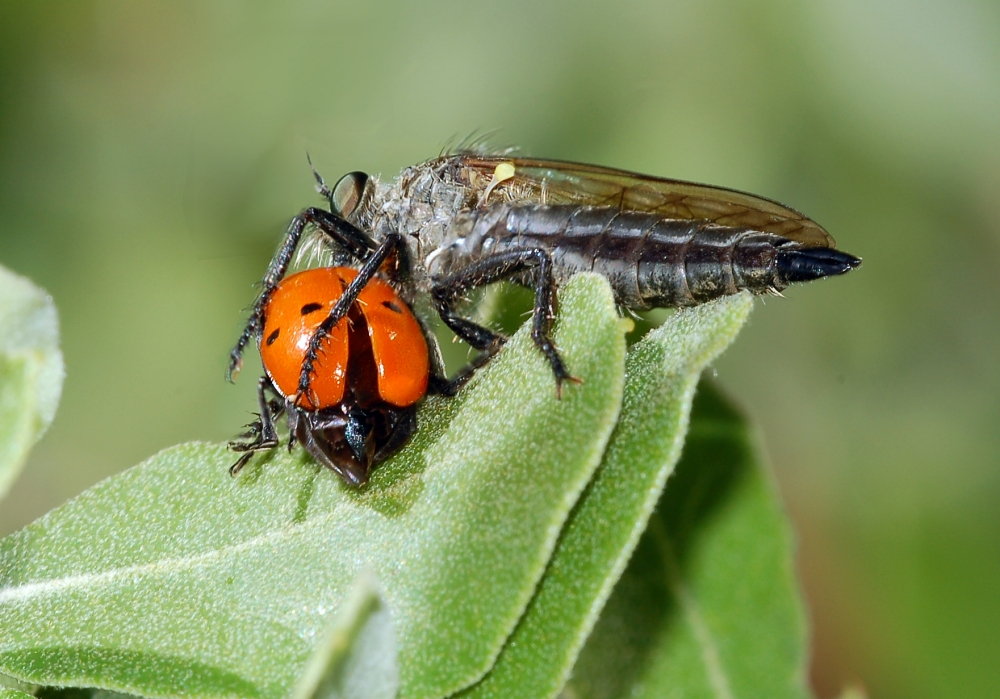
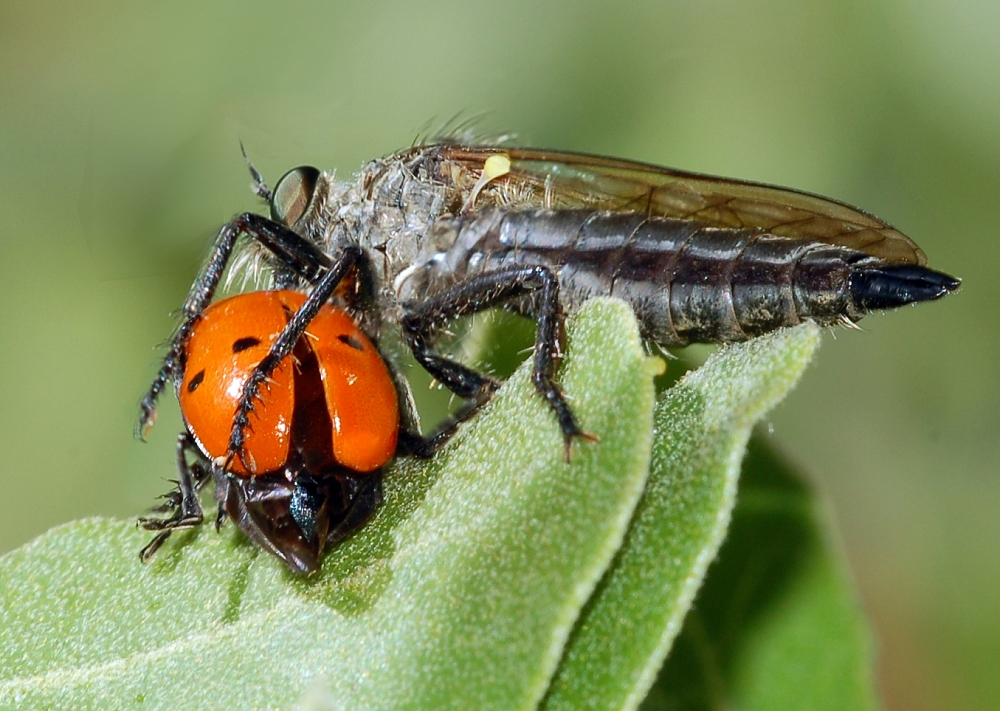
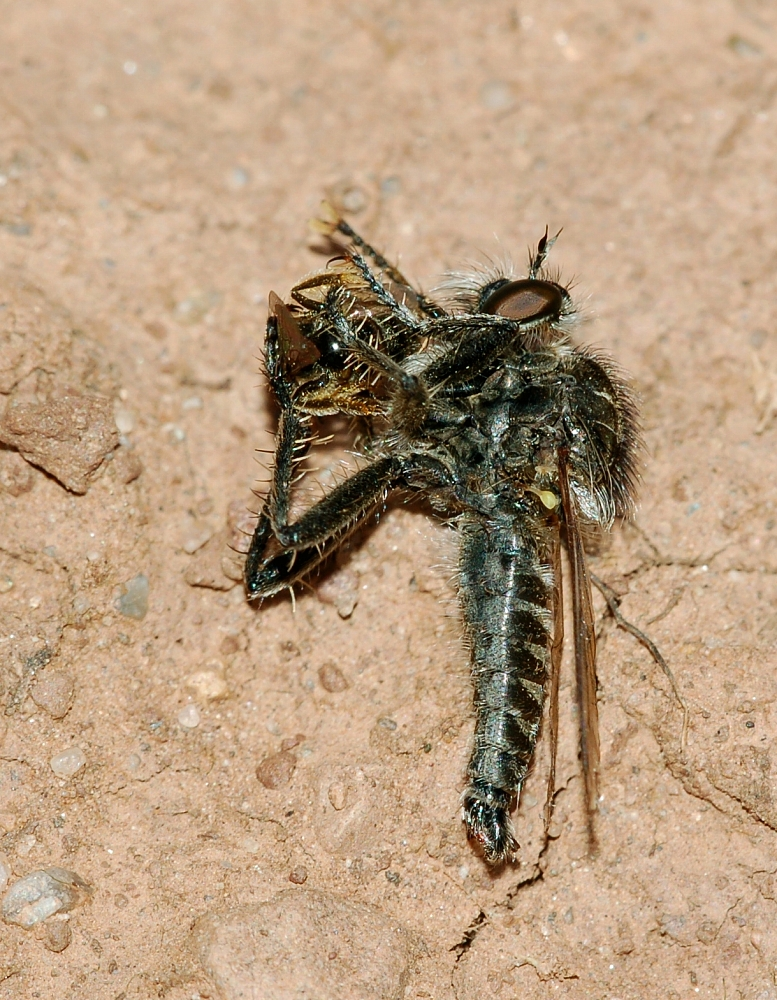
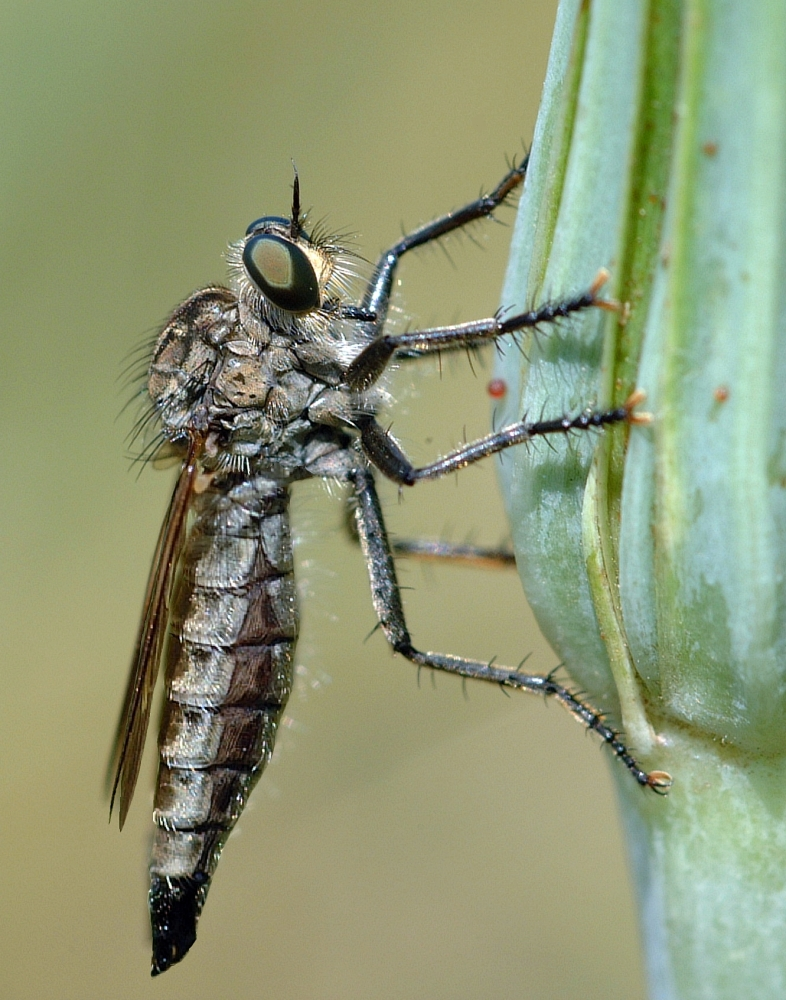
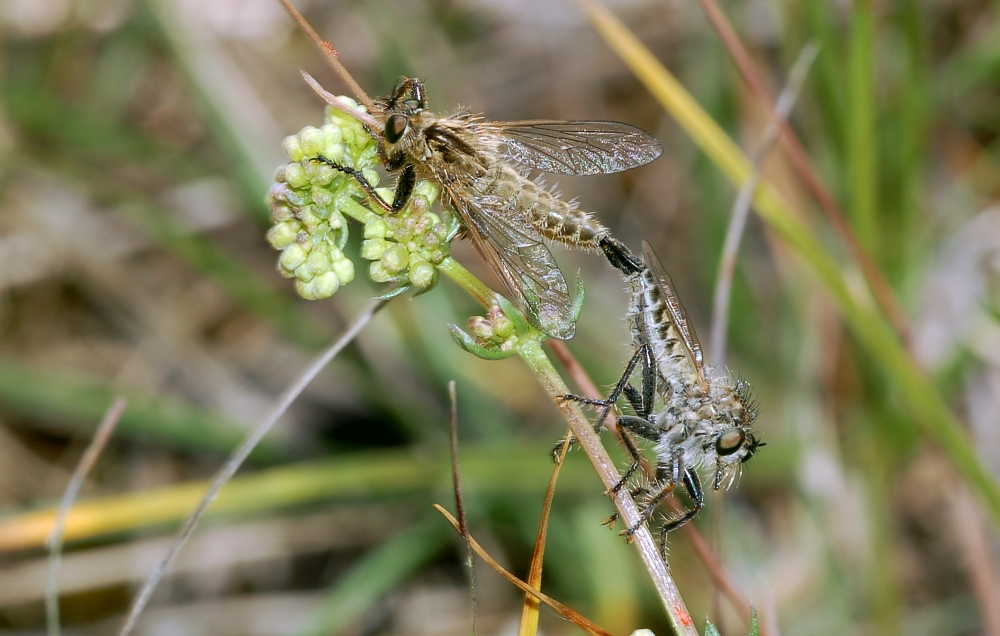
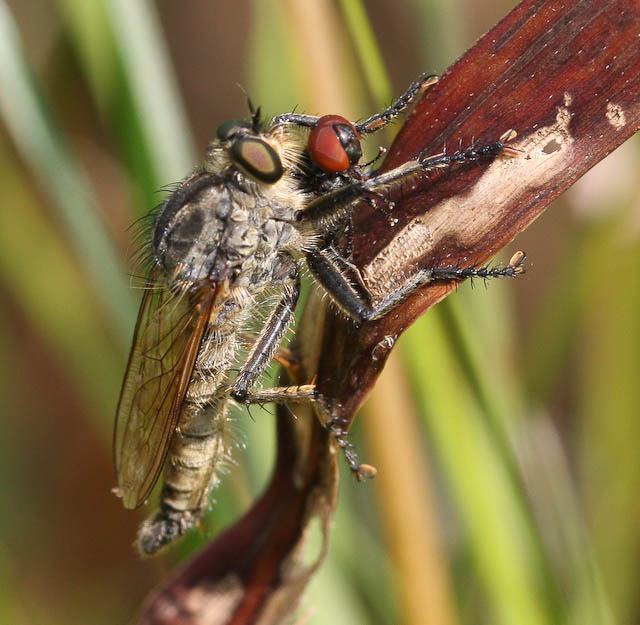

## Dottertaxa tillDysmachus, i alfabetisk ordning[1][2]
- Dysmachus albiseta
- Dysmachus albisetosus
- Dysmachus albovestitus
- Dysmachus americanus
- Dysmachus antipai
- Dysmachus appendiculatus
- Dysmachus atripes
- Dysmachus basalis
- Dysmachus bequaerti
- Dysmachus bidentatus
- Dysmachus bifurcus
- Dysmachus bilobus
- Dysmachus bimucronatus
- Dysmachus bulbosus
- Dysmachus calceatus
- Dysmachus cephalenus
- Dysmachus cinereus
- Dysmachus cochleatus
- Dysmachus costalis
- Dysmachus cristatus
- Dysmachus dasyproctus
- Dysmachus decipiens
- Dysmachus dentiger
- Dysmachus digitulus
- Dysmachus echinurus
- Dysmachus elapsus
- Dysmachus evanescens
- Dysmachus femoratellus
- Dysmachus fraudator
- Dysmachus fuscipennis
- Dysmachus gratiosus
- Dysmachus hamulatus
- Dysmachus harpagonis
- Dysmachus harpax
- Dysmachus hermonensis
- Dysmachus hiulcus
- Dysmachus hradskyi
- Dysmachus kasachstanicus
- Dysmachus kiritschenkoi
- Dysmachus kuznetzovi
- Dysmachus medius
- Dysmachus monticola
- Dysmachus montium
- Dysmachus nigripennis
- Dysmachus obtusus
- Dysmachus olympicus
- Dysmachus ornatus
- Dysmachus periscelis
- Dysmachus picipes
- Dysmachus poecilus
- Dysmachus praemorsus
- Dysmachus putoni
- Dysmachus rectus
- Dysmachus safranboluticus
- Dysmachus schurovenkovi
- Dysmachus semidesertus
- Dysmachus setiger
- Dysmachus setipyga
- Dysmachus stenogastrus
- Dysmachus strigitibia
- Dysmachus stylifer
- Dysmachus suludereae
- Dysmachus theodori
- Dysmachus transcaucasicus
- Dysmachus tricuspis
- Dysmachus trigonus
- Dysmachus trilobus
- Dysmachus uschinskii
- Dysmachus verticillatus
- Dysmachus zaitzevi